# Château de Milly-le-Meugon
Le site castral de Milly-le-Meugon est un château situé à Gennes, en France.

## Localisation
Le château est situé dans le département français de Maine-et-Loire, sur la commune de Gennes, sur l'ancienne commune de Milly-le-Meugon.

## Description
Le château actuel, classé monument historique depuis le 15 décembre 2000, comprend notamment des ruines féodales (donjon et remparts sur motte) datées du XIIIe/XIVe siècle ; une porte Renaissance en appareil vermiculé ; de grandes écuries Renaissance et XVIIe siècle ainsi qu'un logis de style italien et une grille d'honneur datant du XIXe siècle. Le château comportait aussi une salle de jeu de paume, construite vers 1560, qui resta longtemps l'une des plus vastes de France (détruite en 1835).

## Historique
Selon les archives disponibles, quatre châteaux se sont succédé à Milly. Le premier et le deuxième ont presque complètement disparu, leurs fondations (= motte) ayant servi de base aux constructions successives.
La motte et les ruines du donjon ont fait l'objet de fouilles il y a une vingtaine d'années. Composé à l'origine de fortifications en bois, le château féodal à motte fut entièrement reconstruit à la fin du XIVe/début du XVe siècle par la famille de Maillé, propriétaire du fief depuis 1248. La motte comporte quelques troglodytes, tous effondrés et inaccessibles, vestiges de galeries remontant vraisemblablement à la Renaissance.
Les constructions Renaissance (1560 environ) ont été lancées par Arthus de Maillé-Brézé, gentilhomme ordinaire de chambre du Roi, puis poursuivies sous son fils Charles et sa belle-fille, Jacqueline de Thévalle, qui obtint en 1615, alors veuve, l'élévation de la seigneurie de Brézé en marquisat. Nommé gouverneur d'Anjou, le maréchal de France Urbain de Maillé en fit sa résidence principale et y mourut en 1650. 
Le corps de logis, qui abrita les fêtes fameuses données par Claire-Clémence de Maillé-Brézé, en l'honneur de son auguste époux, le Grand Condé, a été partiellement reconstruit vers 1835 (château actuel). Les écuries, conçues pour abriter une centaine de chevaux, ont été terminées par Urbain de Maillé-Brézé.
Les aléas de l'histoire et de fréquents changements de propriétaires ont profondément modifié l'aspect des châteaux de Milly. 
La forteresse est en ruines depuis le XVIIIe siècle, époque où elle fit pourtant l'objet de travaux de consolidation et d'embellissements (rajout d'une échauguette), dans le goût du temps. Plus de la moitié du troisième château (celui des Maillé-Brézé) a totalement disparu, ayant peut-être servi de carrière de pierres à la révolution française ou lors de la construction du logis actuel. Malgré ces nombreuses transformations architecturales, les dernières remontant au XXe siècle, le château actuel (partiellement reconstruit sur celui des Maillé) est toujours habité.

L'édifice est inscrit au titre des monuments historiques en 2000.

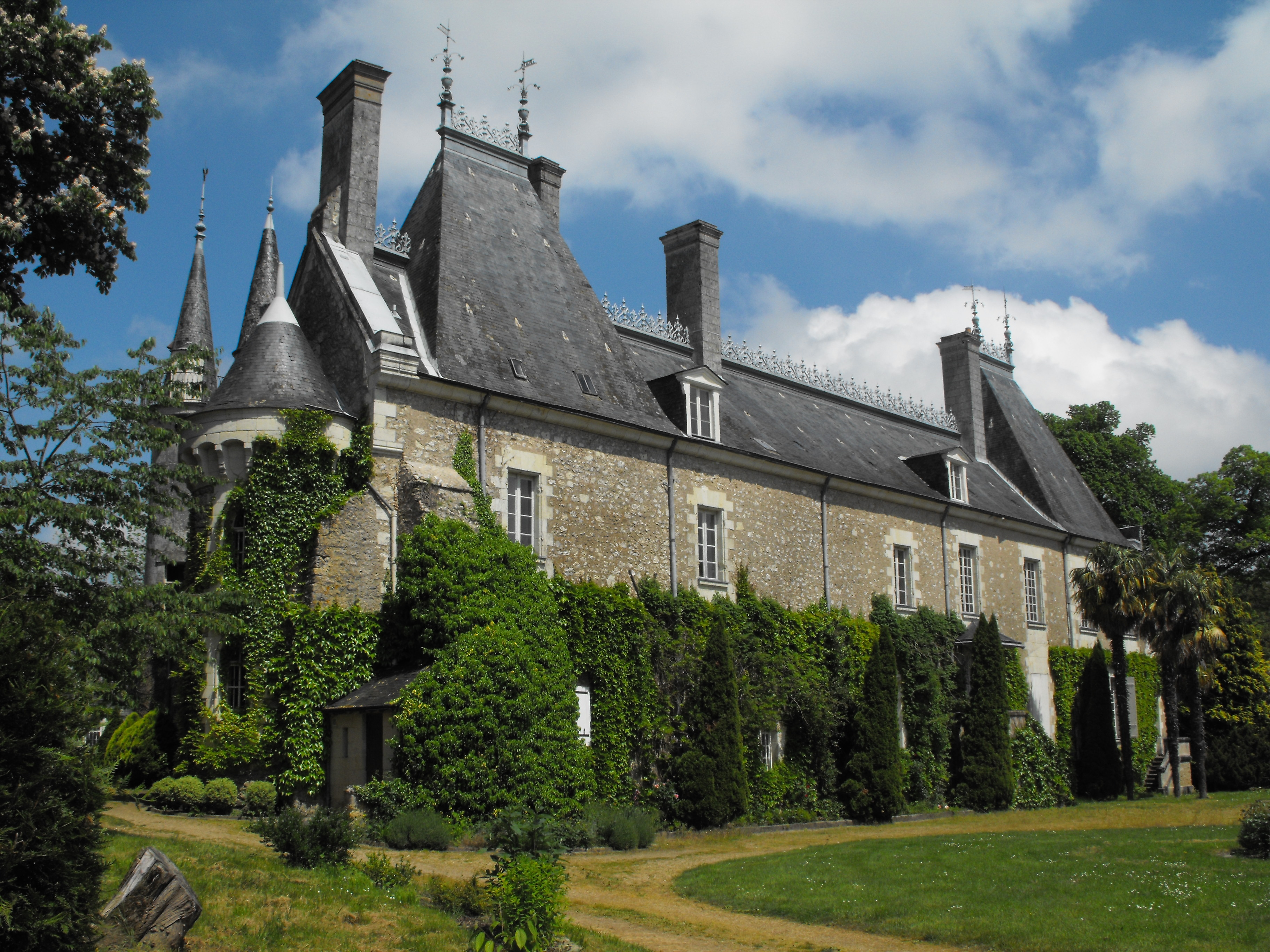
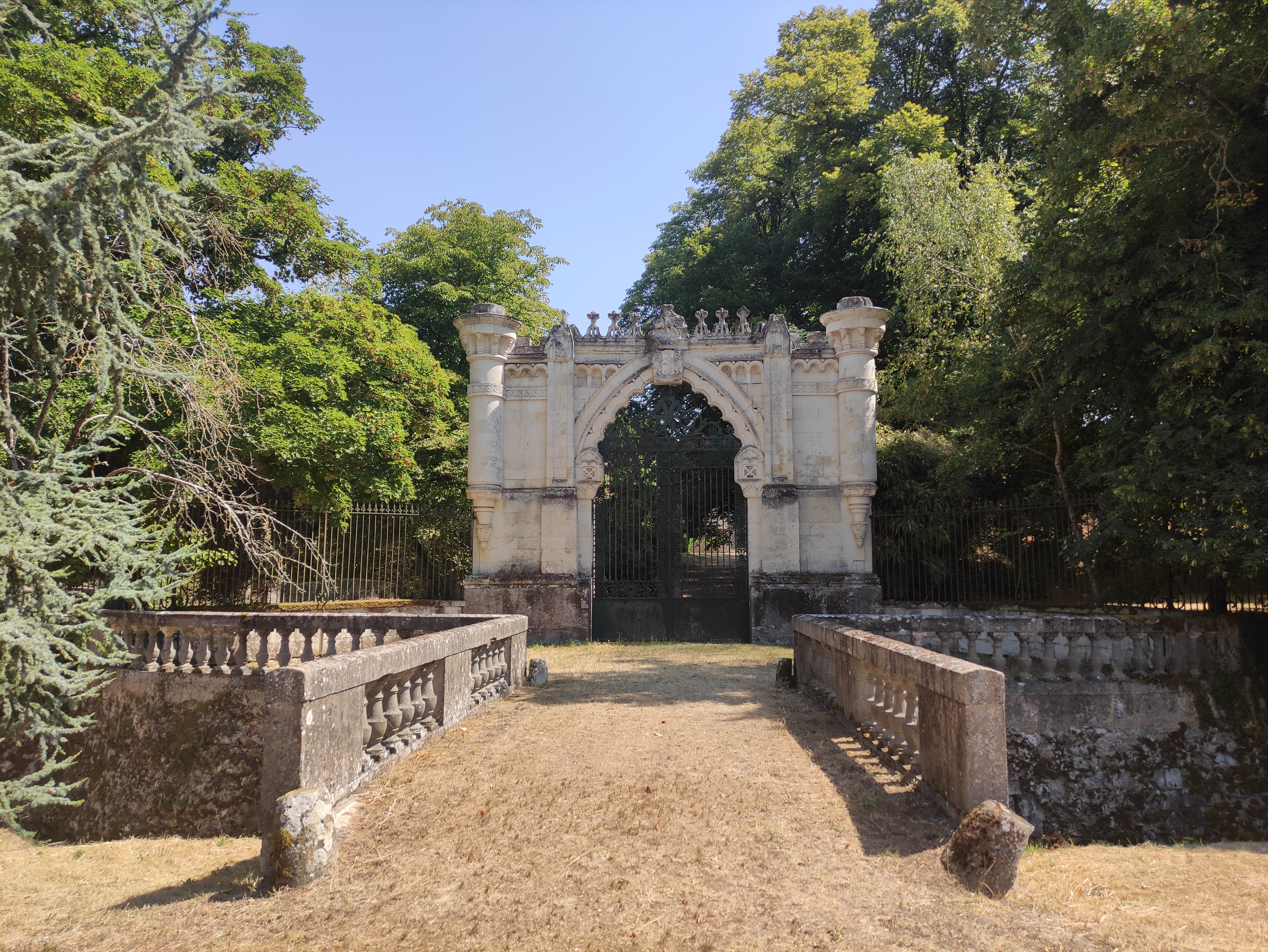
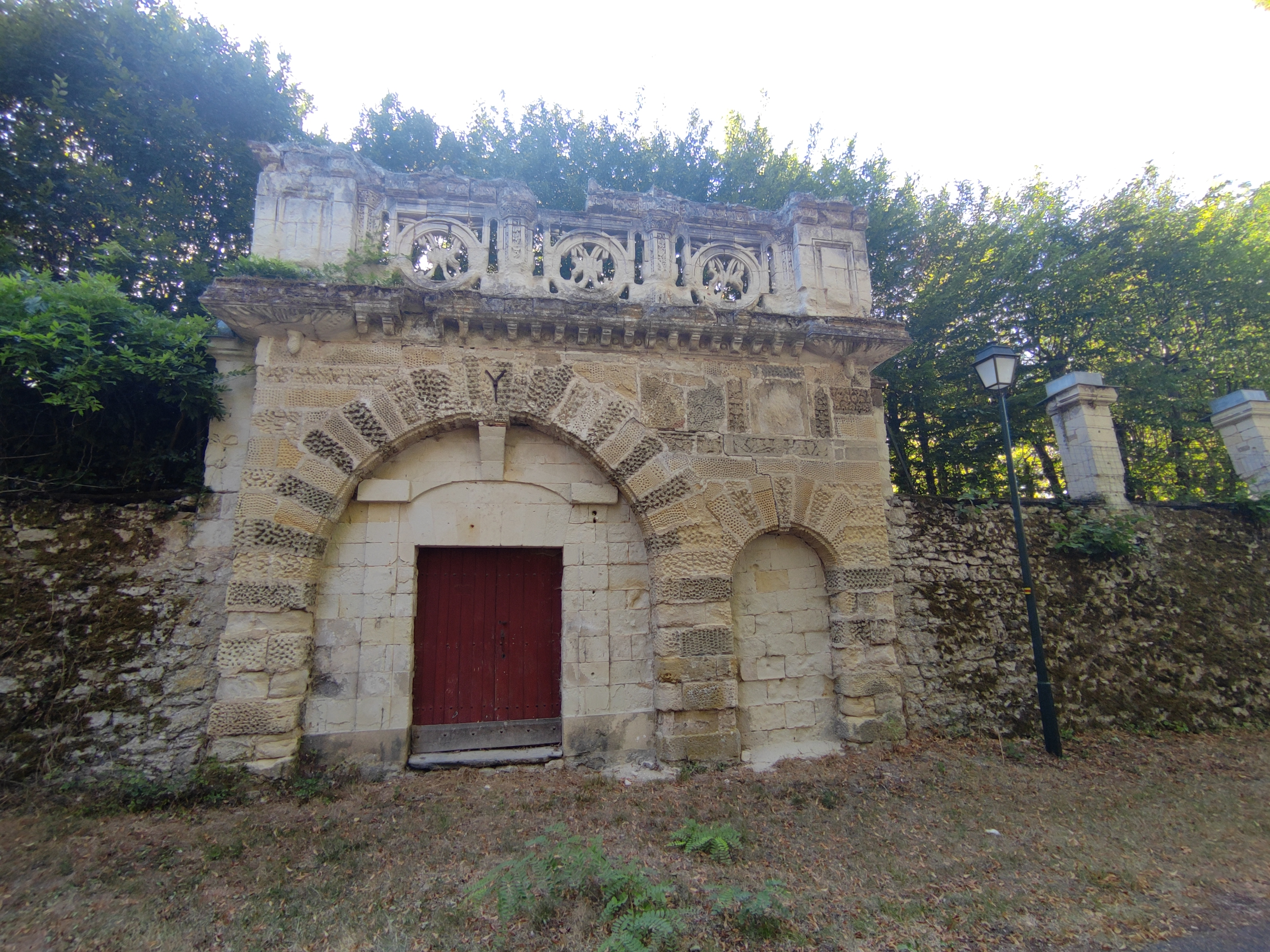